# Laurent Violet
Pour les articles homonymes, voir Violet (homonymie).
Laurent Violet, né le 29 janvier 1965 à Chambéry et mort dans la nuit du 3 au 4 décembre 2015, est un humoriste et acteur français, chantre de l'humour noir.

## Biographie
Laurent Violet commence sa carrière en 1985 à Paris. Il joue les one-man shows : Le Comique qui tue, Laurent Violet fout la merde, Faites-vous Violet pour 100 balles, World Comic, La Tuerie de l’année et, à partir de septembre 2010, 25e année de triomphe.
Il a joué au Palais des glaces, au théâtre Grévin, au théâtre Déjazet, au Café de la Gare, au Tintamarre, au théâtre des Blancs-Manteaux, au Lucernaire, au théâtre du Point-Virgule et au théâtre Le Temple.
En 1993, il publie le livre C’est bien ma veine aux éditions Albin Michel.
Il joue le rôle d'Antoine Weber dans la série "Jamais deux sans toi...t".
Avec son ami René-Marc Guedj, il est l'instigateur de "Kandidator", scène ouverte / Grand Concours National d'humour.
Il clôt la saison de Cité d’Été de Chambéry (sa ville natale) le 21 août 2012 au Carré Curial.
Il meurt dans la nuit du 3 au 4 décembre 2015, à la suite d'un malaise cardiaque. Ses obsèques ont lieu le 8 décembre 2015 à l'église de Barberaz en présence de près de 300 personnes. Il est inhumé dans le cimetière de la commune.

## Radio
- Animateur sur Skyrock de Zigotos avec Arthur.
- Participation sur Europe 1 pour des sketchs avec André Lamy.
- Chroniqueur sur France Inter :
  - 1994–1997 : Rien à cirer, animée par Laurent Ruquier.
  - 1999 : Rien à voir, animée par Laurence Boccolini.
  - 2000 : Le Fou du roi animé par Stéphane Bern. Il se retrouve ensuite interdit d'antenne à la suite d'une saillie qu'il fait sur le drame du funiculaire de Kaprun. En décembre 2013, il monte le spectacle au titre ironique Les Virés de France Inter, en compagnie d'autres proscrits de cette antenne radio (Gérald Dahan, ...).
- 2000–2002 : Les Agités du J.T. [Où ?] aux côtés d’Yves Lecoq, Virginie Lemoine, Chraz.
- été 2003 : chroniqueur sur Radio Vitamine aux côtés de Jean Sarrus.
- juin 2009-2010 : chroniqueur sur OÜI FM, tous les matins à partir de 7 h 5.

## Spectacles
- 1988 : One Man Show[3], Théâtre Les Blancs Manteaux.
- 1987: Le Comique qui tue
- 1989: Laurent Violet fout la merde
- 1991 :Faites-vous Violet pour 100 balles
- 1993 : Laurent Violet au café de la gare
- 2006 : World Comic
- 2009 : La Tuerie de l’année
- 2010 : 25e année de triomphe

## Télévision
- 1992 : sketches pour L'Émission impossible animée par Arthur sur TF1.
- 1996 : Jamais deux sans toi...t de Dominique Masson, Emmanuel Fonlladosa et Philippe Roussel : Antoine Weber (rôle récurrent)
- H : un avocat